# Erebia turatii
Erebia turatii är en fjärilsart som beskrevs av Hans Fruhstorfer 1916. Erebia turatii ingår i släktet Erebia och familjen praktfjärilar. Inga underarter finns listade i Catalogue of Life.